# Polanka (obwód homelski)
Polanka (biał. Палянка, Palanka; ros. Полянка, Polanka) – wieś na Białorusi, w obwodzie homelskim, w rejonie żytkowickim, w sielsowiecie Rudnia, przy linii kolejowej Kalinkowicze – Łuniniec.

## Historia
W XIX i w początkach XX w. zaścianek, a następnie chutory, położone w Rosji, w guberni mińskiej, w powiecie mozyrskim, w gminie Żytkowicze. Opisywana była wówczas jako miejscowość odludna.
Po I wojnie światowej pod administracją polską, w Zarządzie Cywilnym Ziem Wschodnich, w okręgu brzeskim, w powiecie mozyrskim, w gminie Żytkowicze. W wyniku postanowień traktatu ryskiego znalazła się w granicach Związku Sowieckiego. Od 1991 w niepodległej Białorusi.